# Kaliveoscope
Kaliveoscope (stilizzato KaLIVEoscope) è il quinto album dal vivo del supergruppo statunitense Transatlantic, pubblicato il 27 ottobre 2014 dalla Radiant Records.

## Descrizione
Racchiude dal lato audio i due concerti svolti tra il 13 e il 14 marzo 2014 al Poppodium 013 di Tilburg e da quello video l'intero concerto tenuto dai Transatlantic il 9 marzo 2014 presso l'E-Werk di Colonia. L'edizione deluxe contiene inoltre un secondo DVD che documenta il dietro le quinte del Kaleidoscope World Tour 2014 oltre ad alcune interviste effettuate ai quattro componenti del gruppo.

Entrambi i concerti si sono svolti nel corso del tour di supporto al quarto album in studio Kaleidoscope. A proposito del suddetto tour, Neal Morse ha dichiarato:

## Tracce
Testi e musiche di Neal Morse, Mike Portnoy, Roine Stolt e Pete Trewavas (eccetto dove indicato).

### CD
CD 1 – Live in Tilburg
1. Into the Blue – 27:49
2. My New World – 18:28
3. Shine – 7:23

CD 2 – Live in Tilburg
1. The Whirlwind Medley – 30:12
2. Beyond the Sun – 4:50
3. Kaleidoscope – 31:30

CD 3 – Live in Tilburg
1. Neal & Roine Duet – 4:34
2. We All Need Some Light – 6:05
3. Black as the Sky – 7:22
4. Nights in White Satin – 8:09 (Justin Hayward) – originariamente interpretata dai The Moody Blues
5. Sylvia – 4:46 (Thijs van Leer) – originariamente interpretata dai Focus
6. Hocus Pocus – 7:09 (Thijs van Leer, Jan Akkerman) – originariamente interpretata dai Focus
7. Medley: All of the Above/Stranger in Your Soul – 24:34

### DVD, BD
DVD – Live in Cologne
1. Into the Blue – 26:12
2. My New World – 17:29
3. Shine – 7:22
4. The Whirlwind Medley – 29:34
5. Beyond the Sun – 4:24
6. Kaleidoscope – 31:30
7. Neal & Roine Duet – 3:41
8. We All Need Some Light – 5:56
9. Black as the Sky – 8:43
10. Medley: All of the Above/Stranger in Your Soul – 26:06

Bonus DVD – Extra Features
1. Into the Kaleidoscope (A Behind the Scenes Look At: Kaleidoscope World Tour 2014) – 81:52
2. Band Interview – 22:31
3. Bonus Live Performances – 19:25

## Formazione
Gruppo
- Neal Morse – voce, tastiera, chitarra acustica
- Roine Stolt – chitarra elettrica, voce
- Pete Trewavas – basso, voce
- Mike Portnoy – batteria, voce

Altri musicisti
- Ted Leonard – tastiera, chitarra, percussioni, voce

## Classifiche
| Classifica (2014) | Posizione massima |
| ----------------- | ----------------- |
| Belgio (Vallonia) | 187               |
| Germania          | 45                |